# 電話の歴史
電話の歴史（でんわのれきし、英: history of telephone）は19世紀に始まったと考えられている。電気的な音声通信は、1人の人間によって発明・実現されたものではなく、19世紀にヨーロッパやアメリカの多くの発明家による複数の実験や試行錯誤によって生み出されたものである。

## 前史
電気的な方式が実現する前に、電気以外の物理的な手法を組み合わせて遠隔の音声通信を行う方法が試みられていた。しかし、後発して開発された電気式の音声通信の方が実用性が高かったため、そちらが爆発的に普及した。

### 伝声管と糸電話
音声通信には、管を用いて物理的に音声通信を実現する伝声管があった。いつごろ発明されたかは明確ではないが、少なくともフランシス・ベーコンが1627年刊行の著書『ニュー・アトランティス』で提案したことが知られている。1782年にはフランスのDom Gautheyが行政などの分野で伝声管を使うことを科学アカデミーで提案した。これはベンジャミン・フランクリンにも支持され、パノプティコンに導入され、その後、軍事利用などにも広がって行った。19世紀、20世紀では広く用いられ、現在でも船舶内での音声通信ではしばしば使われている。
糸電話は、もともとは使うのは糸とは限らずワイヤーを用いたものもあり、現在では玩具扱いされているものの、かつては大真面目に音声通信の手段として実験・検討されていた時代があり、たとえばロバート・フックによって1664～1685年に実験が行われ、ワイヤーを用いた方法も行われていた。19世紀後半には、電話と並んでこの原理を用いた装置が、実用的な製品として販売されていた。

### 電信
電信は1800年代の初めごろから多くの人々による様々な試みがあり、米国ではサミュエル・モールスが装置の開発を行い、彼の助手のアルフレッド・ヴェイルがアルファベットを表すモールス符号の考案に貢献し、この2人の電信技術がその後の電信の発展に大きな役割を果たした。1838年にはモールスが米国のフランクリン協会でデモンストレーションを行い、1843年にはアメリカ議会がワシントンD.C.とボルチモア間の（実験的）電信線の敷設のために3万ドルの予算を計上し、1844年5月1日までにワシントンD.C.からアナポリスまで開通、1844年5月24日には全線が開通。2人の電信システムはその後20年ですみやかに米国に広まっていった。

## 電話、電気式の音声通信の登場
19世紀なかばに電信が実用化、急激に普及してゆく時代に、電話の発明が行われた。
電話の初期の歴史に関与した中でも現在よく知られているのは、アントニオ・メウッチ、イライシャ・グレイ、アレクサンダー・グラハム・ベル、トーマス・エジソンである。
米国のベルの電話機の特許から派生する形で様々な機器や機能に関する特許が成立し、その後の電話技術に大きな影響を与えた。
なお英語圏では、ことさらベルの成果を強調した時代が長かったが、実際にはイタリア人による発明が先行した。

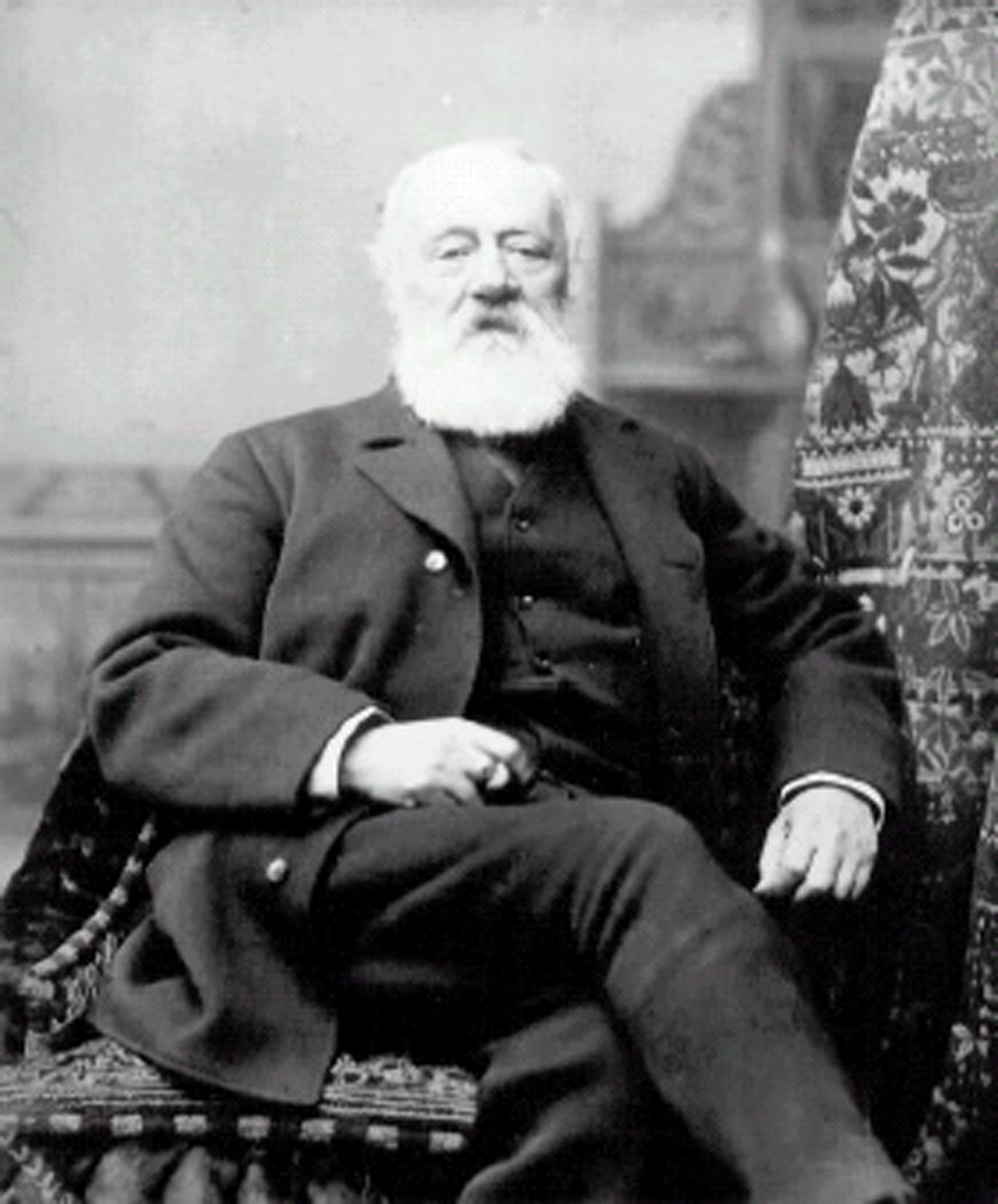
アントニオ・メウッチ。イタリアの発明家で、1854年にほぼ電話と呼んでよい装置を実現した。
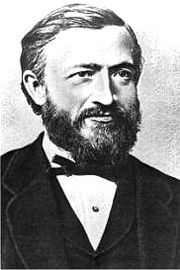
ヨハン・フィリップ・ライス。ドイツの発明家で、1860年にライス式電話（英語版）と呼ばれる電話を発明。
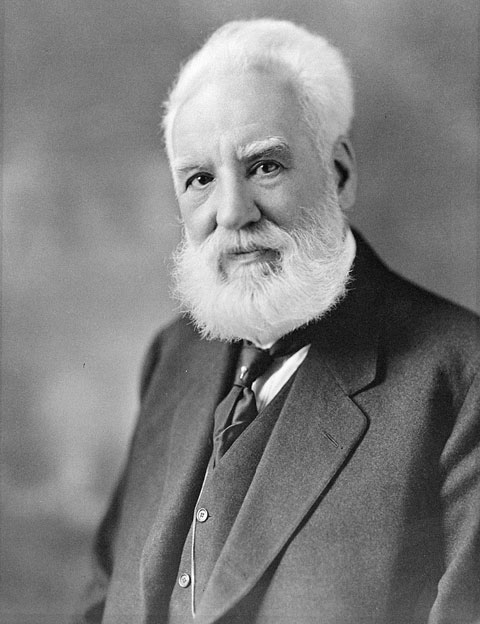
アレクサンダー・グラハム・ベル。スコットランド出身・米国の発明家で、米国における最初の電話機の特許を1876年に取得。
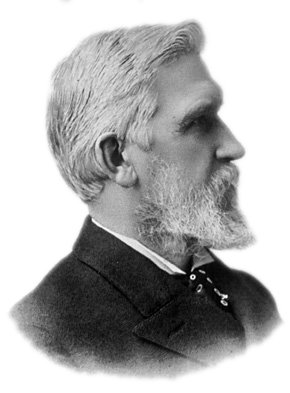
イライシャ・グレイ。1876年にウォーター・マイクロフォン（英語版）を用いた電話を開発。
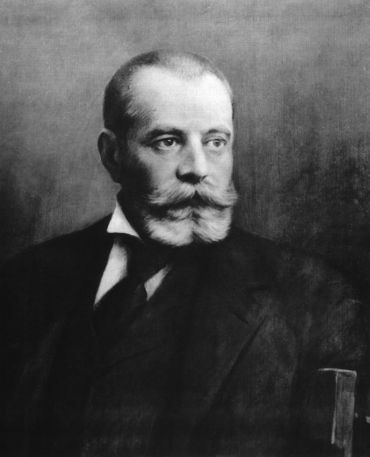
ティヴァダル・プシュカーシュ（英語版）。ハンガリーの電話機の発明家のひとりで、1876年に電話回線を交換する方式を提唱・発明。
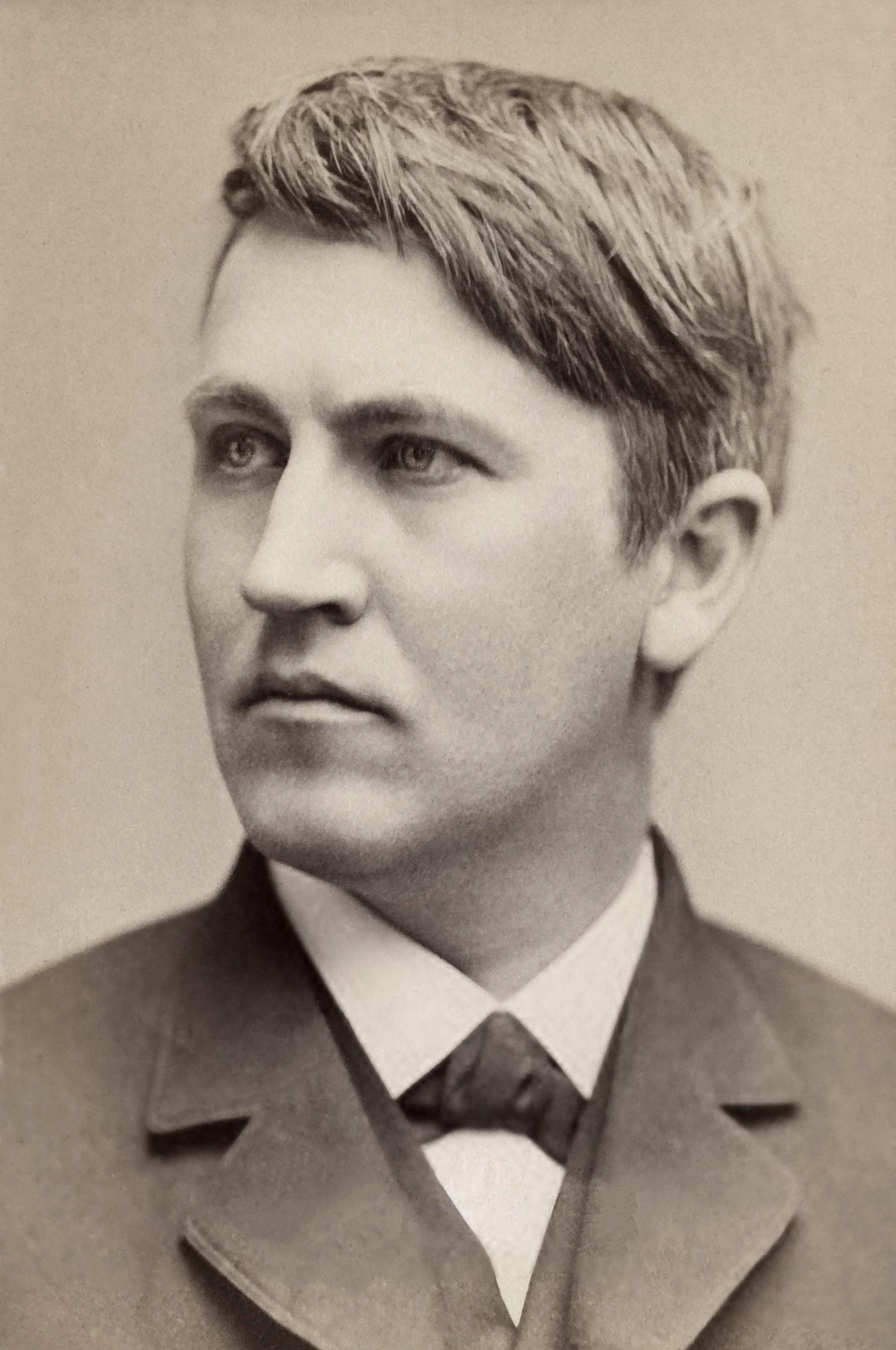
トーマス・エジソン。カーボン・マイクロフォンを発明し、電話の音声信号の強化に貢献。

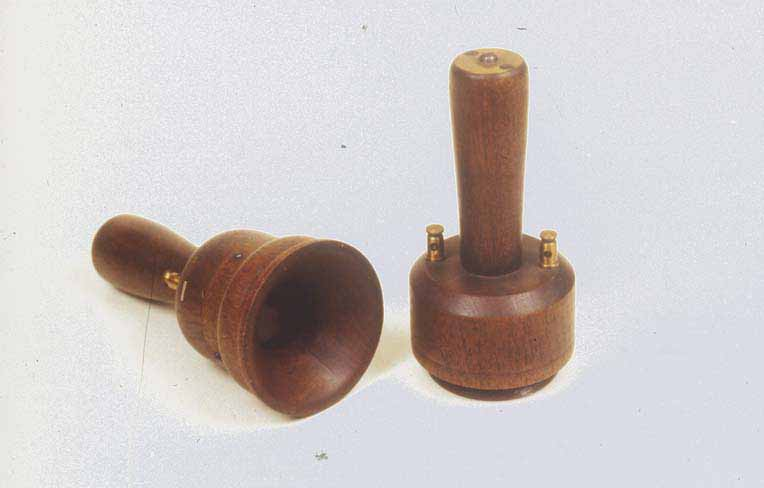
アントニオ・メウッチの電話機
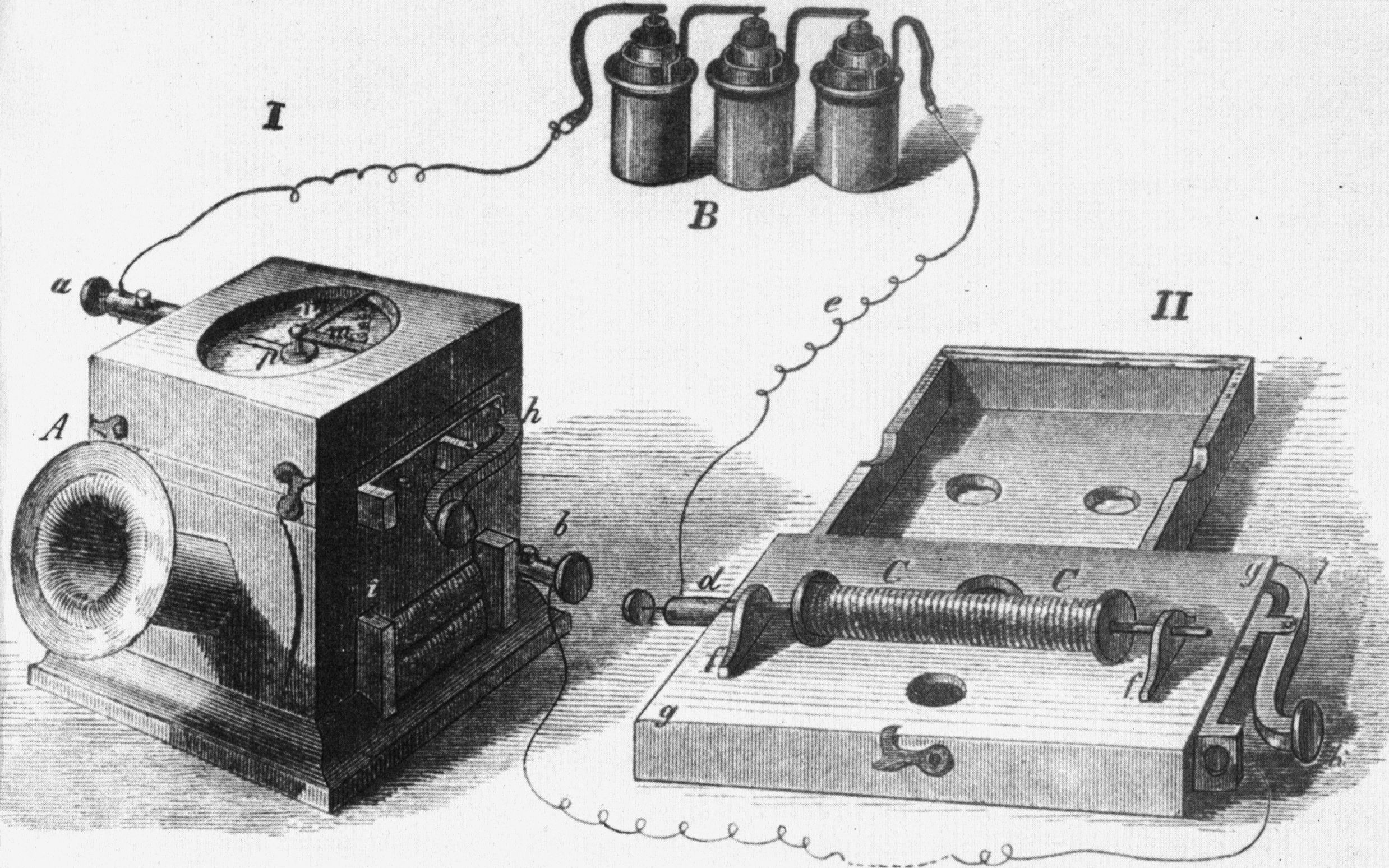
ヨハン・フィリップ・ライスの電話機
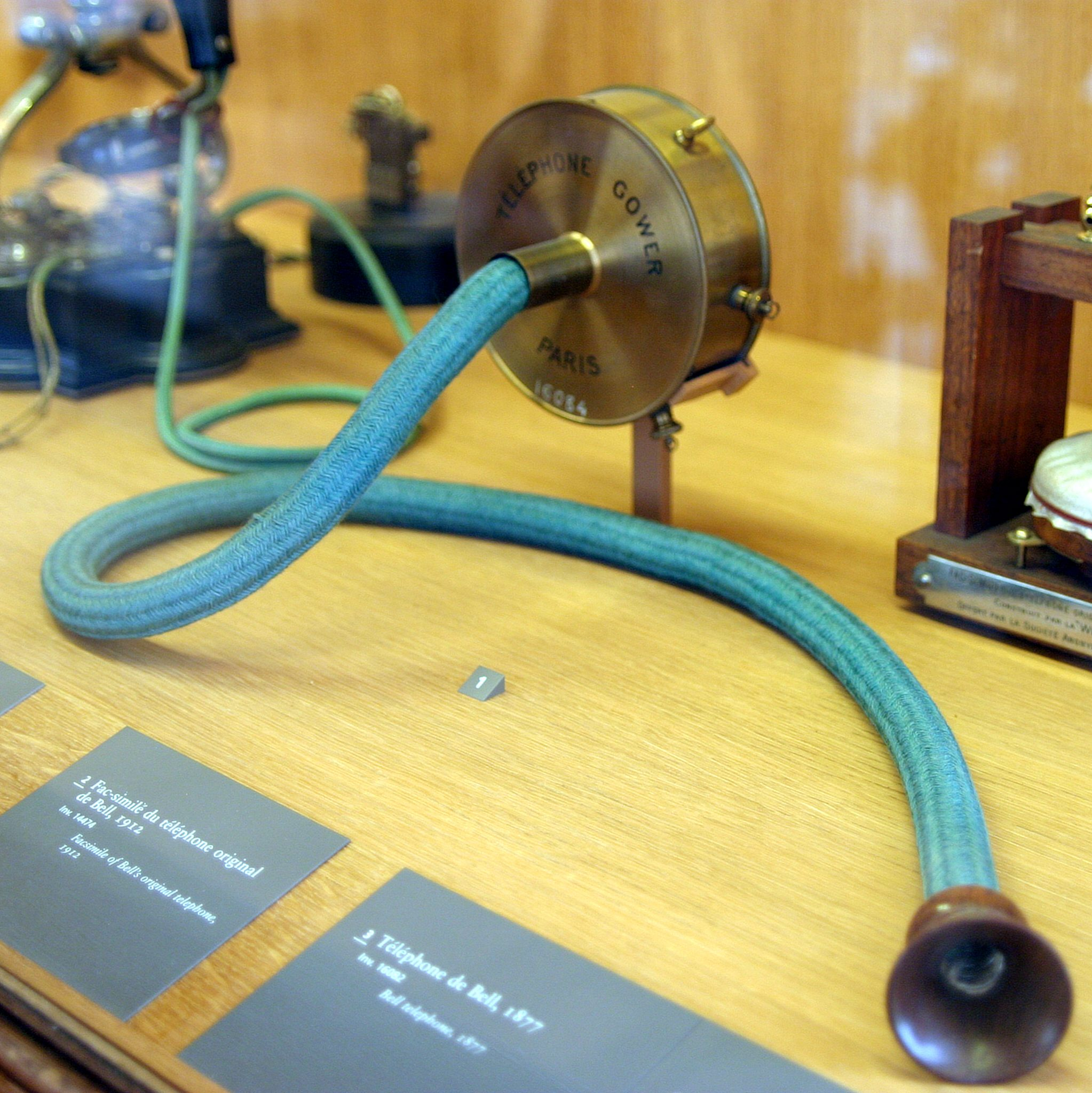
フランスのGower電話（1912年のもの）。パリの博物館所蔵。
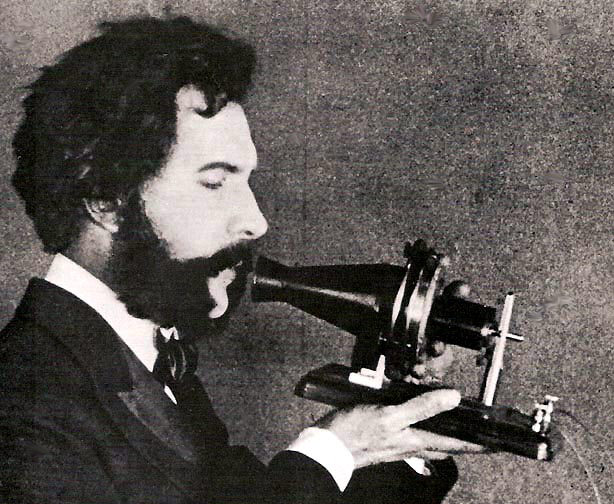
ベルの電話機（1876年に公開）を後年、別の人が触っているところ

## 日本語の「電話」
日本語では電話と呼ぶが、英語では「telephone（テレフォン）」、つまり「音声での通信」を意味する単語があてられており、離れた場所にいる人と音声で会話をするための仕組みを意味する。これは、電話より前に実用化していた、文字を伝える「telegraph（テレグラフ）」と対比させた概念であった。
19世紀中頃から19世紀末にかけて多く行われた「導線で電気的に声を伝送する」という実験が後に日本に紹介され、日本語では「電」話という、「電気」が強調された訳語が定着した。

## 年表
- 1844年 - イタリアの発明家インノチェンツォ・マンチェッティ（英語版）が世界初の「音声電信」（電話）のアイデアを論じた。
- 1851年 ‐ 世界初の海底電信ケーブルがイギリス-フランス間のドーバー海峡に敷設[2]
- 1854年
  - 1月 ‐ マシュー・ペリーが江戸幕府にエンボッシング・モールス電信機を献上[2]
  - 8月26日 - フランスの発明家シャルル・ブルサール（英語版）がパリの雑誌『L'Illustration』に、"Transmission électrique de la parole"（音声の電送）という記事を掲載。
- 1861年10月26日 - ドイツの発明家ヨハン・フィリップ・ライスがフランクフルト物理学会でライス式電話（英語版）を公開。
- 1866年 ‐ イギリス-アメリカ間を結ぶ大西洋横断ケーブルが完成[2]
- 1869年 ‐ 日本初の電信線が横浜弁天の灯明台役所から横浜裁判所まで架設されたのち、東京-横浜間にも電信線が架設され、電信事業が開始[2]。
- 1871年
  - 8月 ‐ 東京‐横浜、大阪‐神戸に続いて、東京‐長崎線の電信架設が始まる[3]。
  - 9月 ‐ 明治政府により工部省が発足し、技術者を育成する工学寮（のちの工部大学校）に電信科が設けられた[3]。
  - 12月28日 - イタリアの発明家アントニオ・メウッチが "Sound Telegraph" と題した特許保護願を申請。2人の人間の間で導線を使って通信する方法を記述したものとされる。
- 1873年 ‐ 工部省技術課に製機掛が置かれ、電信機器の修理と周辺機器の製造が始まる[3]。
- 1874年 - メウッチは上記の特許保護願の延長のための料金を支払えず、失効した。
- 1875年4月6日 - スコットランドの発明家アレクサンダー・グラハム・ベルの特許（米国特許161,739号）"Transmitters and Receivers for Electric Telegraphs"（電信の送信機と受信機）が発効。
- 1876年
  - 2月11日 - アメリカの発明家イライシャ・グレイが電話用の液体抵抗型送話機を考案するが、実物を作らなかった。
  - 2月14日
    - グレイが電信回路を使った音声伝送について特許保護願を申請。
    - ベルが電流の波形による電磁式電話の特許 "Improvements in Telegraphy" を申請。

  - 2月19日 - 米国特許商標庁からグレイに彼の特許保護願とベルの特許出願の内容が重なっているという連絡が入る。グレイは特許保護願についてあきらめることを決めた。
  - 3月7日 - ベルの特許 "Improvement in Telegraphy"（意味:テレグラフの改善）が成立（米国特許174,465号）。
  - 3月10日 - ベルが液体抵抗型送話機を使った実験をしていて音声の送受信に成功。
  - 5月 - ベルがフィラデルフィア万国博覧会に電話機を出展、金賞を受賞。
  - ハンガリー人技師ティヴァダル・プシュカーシュ（英語版）が電話交換機を発明[4]。
  - ボストンに留学中していた伊沢修二と金子堅太郎がベルの下宿先で通話を体験。英語以外の言語による初の通話。
- 1877年
  - 1月30日 - ベルの永久磁石と鉄製振動板と振鈴装置を使った電磁式電話の特許（米国特許186,787号）が成立。
  - 4月27日 - エジソンが炭素（黒鉛）送話機についての特許を出願。この特許（米国特許474,230号）は1892年5月3日に成立。15年もかかったのは間に訴訟が行われていたため。エジソンは1879年にこれとは別な炭素顆粒送話機の特許（米国特許222,390号）を既に取得している。
  - アメリカ合衆国から初めての輸出先として、日本に2台の電話機を送る。
  - 11月 - 工部省、電話機を初めて輸入し、工部省電信局本局と横浜局との間で試用[5]。
  - 12月21日 - 工部省と宮内省との間19町32間（約2130 m）に電線を架設し、日本で初めて電話を実用化[5]。
- 1878年 - アメリカ各地で電話会社が148社開業。
  - 5月17日 - 日本初の警察電話開通。
  - 6月 - 工部省電信局製機所、ベル式の電話機2個を初めて製造[6]。
- 1880年12月1日 - 日本初の鉄道電話開通。
- 1883年 - 工部省電信局長石井忠亮、国営電話事業の必要性を強く訴え、建議書を政府に提出。
- 1889年 - アルモン・ブラウン・ストロージャーがステップ・バイ・ステップ交換機を発明。
- 1890年 - 東京・横浜で電話サービス開始
- 1906年 - 太平洋横断海底ケーブル布設

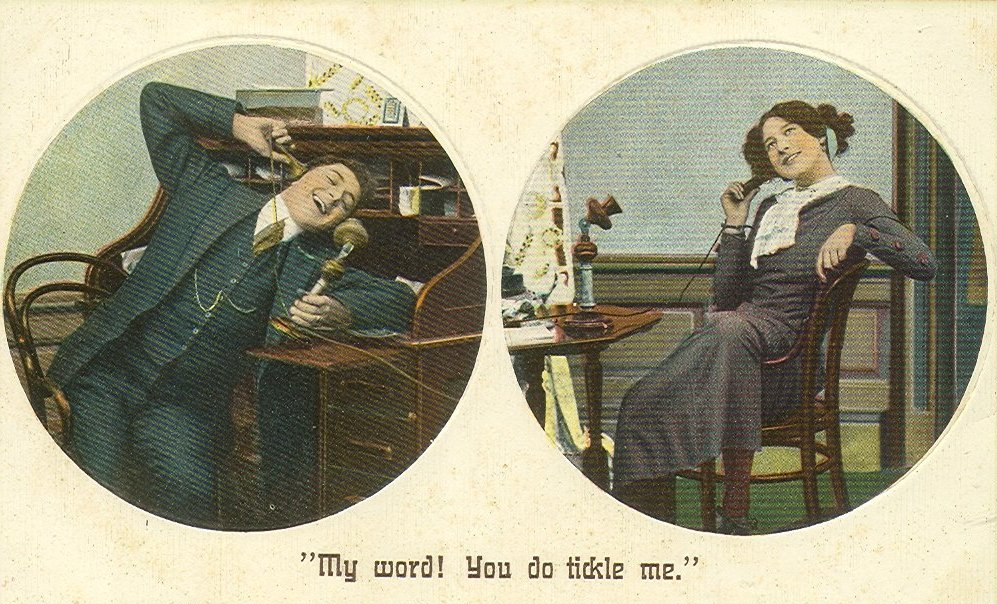
電話による男女の会話風景（1910年）

- 1913年 - 日本の電話加入者20万271件[7]。
- 1920年 - ヴェツランデル (G. A. Betulander) が、スウェーデン電気通信管理庁でクロスバ自動交換方式を始めて実現。日本で電話の需要が急増し、市価が東京で3450円、大阪で3500円に騰貴した、戦前の最高値[7]。
- 1926年 - 1979年 - 自動化（ダイヤル式）への移行
- 1937年 - リーブス (A. H. Reeves) が、パルス符号通信 (PCM) を発明
- 1952年 - 日本電信電話公社が設立
- 1962年 - AT&Tが、PCM ディジタル有線伝送方式実用化 電話 24 回線時分割多重（T1方式）
- 1969年 - プッシュホン登場
- 1976年 - ベル研究所が、ディジタル交換機 No.4 ESS 実用化
- 1984年 - ITU の CCITT（現 ITU-T ）がISDNに関する標準勧告作成
- 1985年 - 電気通信事業の自由化開始
- 1988年 - ISDN方式デジタル電話INSネット64開始
- 2001年 - マイライン開始
- 2002年6月11日 - アメリカ合衆国議会の決議案269でアントニオ・メウッチが電話の最初の発明者として公式に認められる。